# Qualificazioni alla Coppa delle nazioni africane 2021 - Gruppo I

## Classifica
| Squadra        | Pt | G | V | N | P | GF | GS | DR  |
| -------------- | -- | - | - | - | - | -- | -- | --- |
| Senegal        | 14 | 6 | 4 | 2 | 0 | 10 | 2  | +8  |
| Guinea-Bissau  | 9  | 6 | 3 | 0 | 3 | 9  | 7  | +2  |
| Rep. del Congo | 8  | 6 | 2 | 2 | 2 | 5  | 5  | 0   |
| eSwatini       | 2  | 6 | 0 | 2 | 4 | 3  | 13 | -10 |

## Risultati

### 1ª giornata
| Arbitro: | Abdoul Ohabee Kanoso |

|                                         |           |  |
| Jorginho 40’ Piqueti 45’ João Mário 73’ | Marcatori |  |

| Arbitro: | Grisha |

|                        |           |  |
| S. Sarr 26’ Diallo 28’ | Marcatori |  |

### 2ª giornata
| Arbitro: | Nehemia Shoovaleka |

|           |           |                                   |
| Mamba 70’ | Marcatori | 59’, 66’, 68’ Diédhiou 77’ Ndiaye |

| Arbitro: | Fabricio Duarte |

|                                     |           |  |
| Ibara 19’ Ganvoula 70’ Makiesse 79’ | Marcatori |  |

### 3ª giornata
| Arbitro: | Otogo-Castane |

|                             |           |  |
| Mané 44’ (rig.) Nguette 74’ | Marcatori |  |

| Arbitro: | Joseph Odey Ogabor |

|                        |           |  |
| Ibara 77’ Makiesse 81’ | Marcatori |  |

### 4ª giornata
| Arbitro: | Adil Zourak |

|  |           |          |
|  | Marcatori | 82’ Mané |

| Manzini 16 novembre 2020, ore 15:00 UTC+2 | eSwatini            | 0 – 0 referto | Rep. del Congo | Mavuso Sports Centre\| Arbitro: \| Hassan Mohamed Hagi \| |
| Arbitro:                                  | Hassan Mohamed Hagi |               |                |                                                           |

### 5ª giornata
| Arbitro: | Jean-Claude Ishimwe |

|                |           |                               |
| Badenhorst 21’ | Marcatori | 15’ Djaló 25’ Semedo 50’ Pelé |

| Brazzaville 26 marzo 2021, ore 17:00 UTC+1 | Rep. del Congo   | 0 – 0 referto | Senegal | Stade Alphonse Massemba-Débat\| Arbitro: \| Mahmoud El Banna \| |
| Arbitro:                                   | Mahmoud El Banna |               |         |                                                                 |

### 6ª giornata
| Arbitro: | Sekou Ahmed Toure |

|               |           |            |
| Kouyaté 90+6’ | Marcatori | 5’ Gamedze |

| Arbitro: | Kouassi Attiogbe |

|                                      |           |  |
| Piqueti 45+1’ Mendy 73’ Jorginho 80’ | Marcatori |  |